# Cyphosperma trichospadix
Cyphosperma trichospadix es una especie de palmera que es originaria de Fiji, está considerada en peligro de extinción por la pérdida de hábitat, y además es extremadamente rara en el cultivo.

## Descripción
Es una palmera de tamaño medio que alcanza un tamaño de 7 m de altura y con hojas que mides hasta 60 cm de longitud. Sun frutos son avales de no más de 2 cm de longitud, de color amarillo pálido cuando madura.

## Hábitat
Es una planta del sotobosque en bosques lluviosos, montañas nubosas y neblibosques a una altitud de 610 ta 1,220 metros.

## Taxonomía
Cyphosperma trichospadix fue descrita por (Burret) H.E.Moore y publicado en Principes 21(2): 88. 1977.
Etimología
Cyphosperma: nombre genérico de derivada de kyphos = "doblada, encorvada" y sperma = "semilla", probablemente refiriéndose a las jorobas irregulares y crestas en la semilla.
trichospadix: epíteto latíno que significa "con espata peluda".
Sinonimia
- Taveunia trichospadix Burret[4]